# Honda XR600R

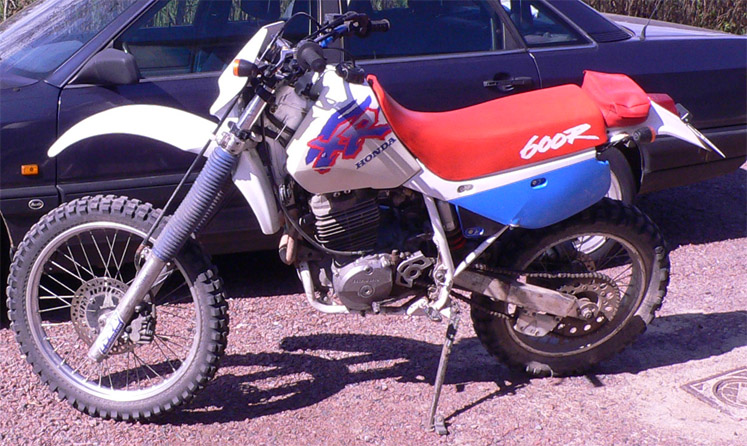
1993 Honda XR600R

Honda XR600R är en motorcykel tillverkad av Honda.
XR600R i huvudsak är avsedd för off-roadåkning. XR 600 R är efterföljare till Honda XR 500R och kompletterade de mer vägorienterade Honda XL-modellerna och ersattes sedan i sin tur av Honda XR 650 R.